# Swami Ramdev
Swami Ramdev (hindi, स्वामी रामदेव), né Ram Krishna Yadav le 26 décembre 1965, également appelé Baba Ramdev, est un swami, chef d'entreprise et militant politique, très populaire en Inde pour son enseignement du yoga et du pranayama, son important réseau de boutiques ayurvédiques, ainsi que pour son action autour de diverses questions sociales, dont sa participation au mouvement de 2011 « contre la corruption en Inde ».
Il est également controversé du fait de liens avec des groupes nationalistes, de diverses affaires et de prises de positions vis-à-vis de la sexualité. Richissime homme d'affaires (sa fortune est évaluée à plus de 6 milliards d’euros en 2023) à la tête d'une multinationale du « bien-être » où se mêlent spiritualité, politique, business et opportunisme médiatique, il est qualifié par certains médias de « télévangéliste du yoga », de « gourou » et même de « maître imposteur ».

## Biographie
Il a été l’élève d’Achary Baldevji avant de devenir sannyasin et de changer son nom en Swami Ramdev. Il connait la célébrité à la suite de la fondation du Divya Yog Mandir Trust.
En 2003, la chaine indienne Aastha TV (en) lui offre une tranche horaire pour présenter sa pratique du yoga. En une année, il obtient une audience très importante. Selon The New York Times en 2010, Ramdev a « construit un empire avec le yoga, et est devenu un symbole de la Nouvelle Inde, un mélange de Richard Simmons, Dr Oz et Oprah Winfrey ».

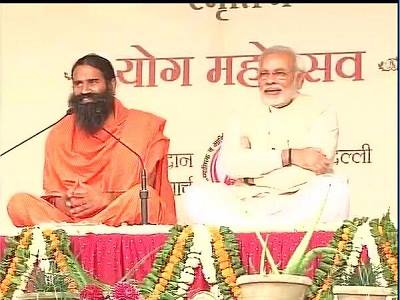
Avec le Premier ministre nationaliste Narendra Modi.

En 2016, Baba Ramdev arrive à la neuvième place d'un classement des personnalités les plus influentes de l'Inde pour son réseau de 15 000 magasins ayurvédiques, « Patanjali Ayurved », vendant ses produits allant du beurre clarifié au shampoing ; pour être devenu l'un des plus grands consommateurs de publicité télévisée ; parce que le cabinet du Premier ministre Narendra Modi lui dédie une hotline et qu'il joue un rôle crucial dans l'ouverture de 500 écoles védiques à travers l'Inde et d'une université près de Delhi dans le cadre l'agenda des organisations du Sangh Parivar.

## Campagnes politiques

### Bharat Swabhiman
Bien qu’affirmant n’avoir aucune ambition politique,, il soulève des questions sociales ou économiques au cours de ses stages, demandant des changements radicaux dans la politique indienne. Pour initier ces changements, il a créé le mouvement Bharat Swabhiman dont les objectifs sont résumés ainsi :
- 100 % de votants ;
- 100 % de pensée nationaliste ;
- 100 % de boycott des entreprises étrangères ;
- 100 % d’unification des peuples du pays ;
- 100 % de yoga.

### Nourriture

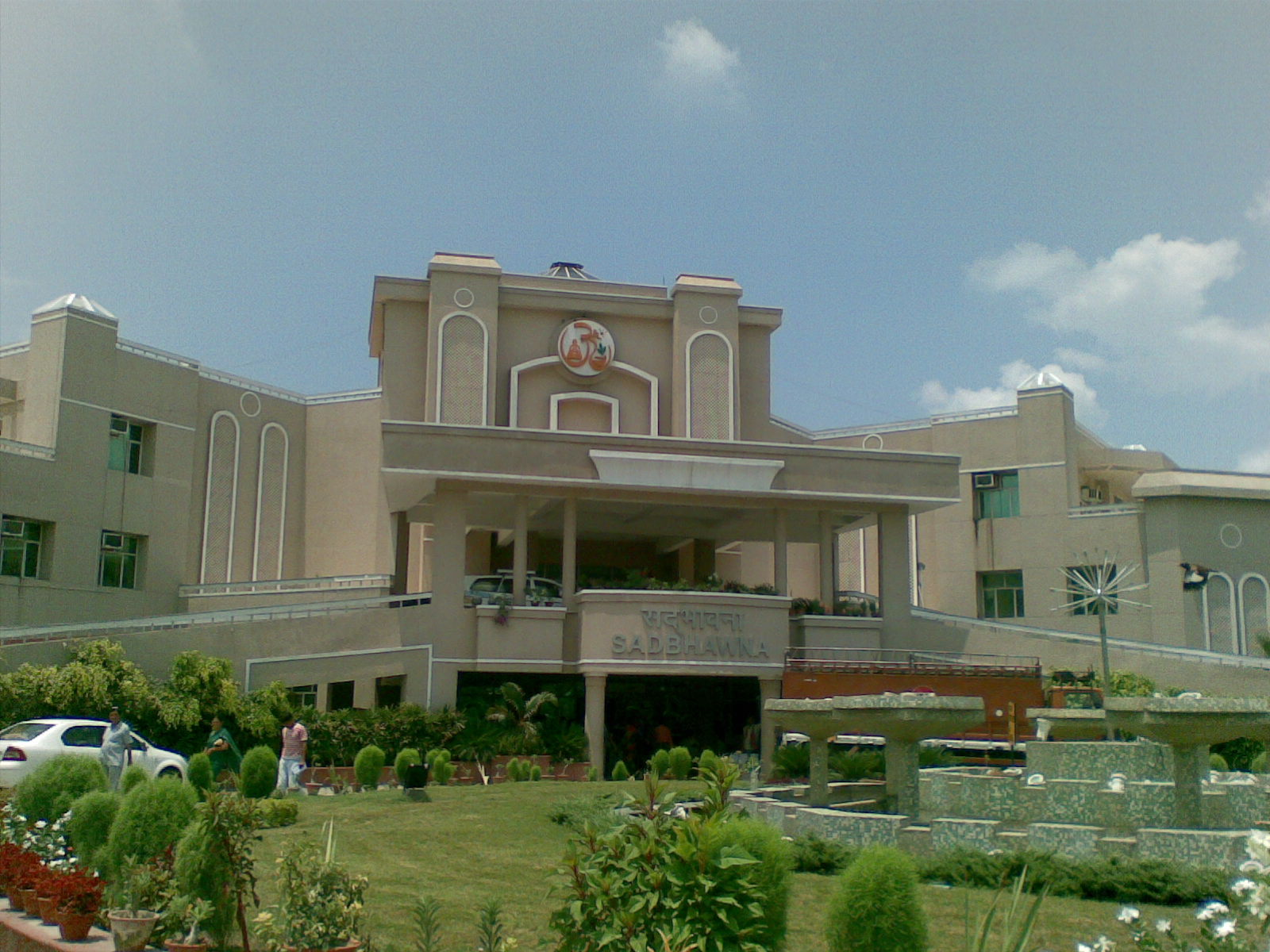
le centre d'Ayurveda créé par Ramdev à Haridwar.

Il combat la restauration rapide et la consommation des sodas, ces derniers étant selon lui plus efficaces pour « nettoyer les toilettes » que les produits commercialisés à cet effet. Il incite ses auditoires à ne plus consommer de boissons gazeuses, conseillant de boire de l’eau chaude, du lait ou des jus de fruits traditionnels indiens, soutenant ainsi le commerce du pays.

### Corruption
Swami Ramdev s’est associé au mouvement India Against Corruption (en) et est impliqué dans les émeutes à la suite de la loi dite « Jan Lokpal ». À ce titre, il propose les solutions suivantes :
- retrait des billets de 500 et 1 000 roupies, afin d’empêcher l’utilisation de faux billets et stopper immédiatement les pots de vin ;
- adopter la convention des Nations unies contre la corruption, qui attend de l’être depuis 2006 ;
- peine de mort pour les corrompus ;
- inspection des personnes ayant des comptes à l’étranger ;
- interdire toute opération avec des banques dans des paradis fiscaux[7].

Il évalue l’argent indien dans les banques suisses à 15 000 milliards de dollars. Il demande au gouvernement qu’il rapatrie cette somme qui, selon lui, appartient au peuple indien.

## Manifestation à Delhi et répression policière en juin 2011
Début 2011, Ramdev déclare à Bangalore qu’il commencera une grève de la faim contre la corruption le 4 juin 2011 à Delhi et demande à ses disciples de le suivre dans cette action,. Le Premier ministre Manmohan Singh écrit à Ramdev pour lui demander de renoncer à son action, mais ce dernier refuse, réserve le terrain du Ramlila Maidan (en) dans l'ancienne ville de Delhi pour une manifestation d'un mois contre la corruption et s'engager dans ce qu'il appelle un « jeûne jusqu'à la mort ».

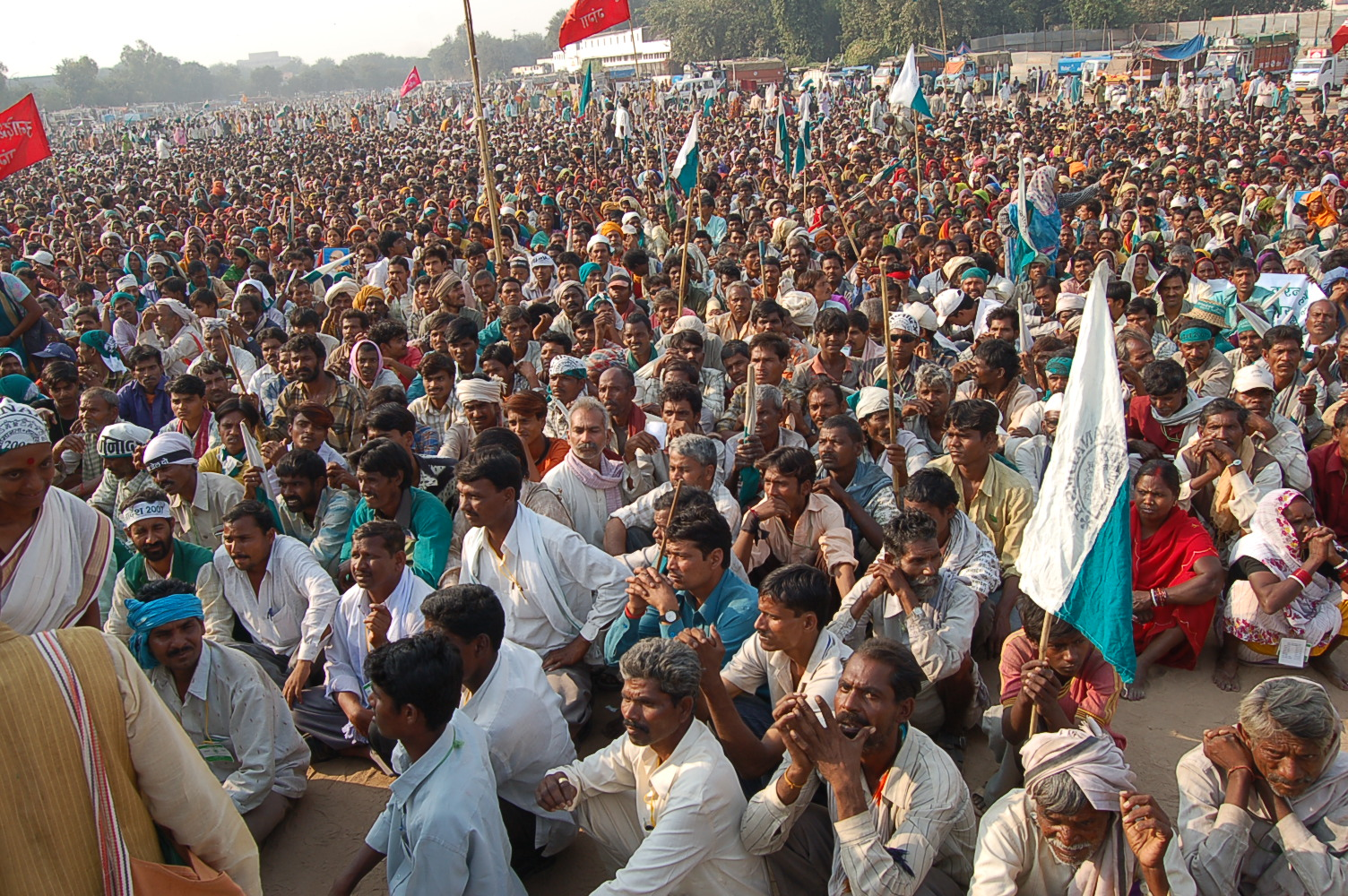
Une assemblée au Ramlila Maidan à Delhi, lieu de rassemblement traditionnel dans la vieille ville.

À son arrivée à l'aéroport le 1er juin, il est accueilli par trois membres du gouvernement qui tentent à nouveau de le dissuader de poursuivre son projet en lui indiquant que le gouvernement est déjà officiellement investi dans une action contre la corruption. 65 000 disciples de Ramdev sont déjà rassemblés à Ramlila Maidan quand il arrive.
À minuit, la police investit les lieux en force, alors que la plupart des disciples dorment et que Ramdev est occupé avec ses proches. Les agents, protégés par des gilets pare-balles, utilisent des gaz lacrymogènes et évacuent les participants dans des bus qui les amènent vers les gares les plus proches pour les disperser dans le pays. Ramdev est gardé quelques heures dans une résidence du gouvernement avant d'être renvoyé dans son ashram et interdit formellement de revenir à Delhi pendant 15 jours,. Selon Ramdev, après l'attaque, 5 000 de ses disciples seraient toujours portés disparus.
Ramdev accuse le gouvernement de l'avoir trompé, prétend qu'il existe une conspiration contre lui et qu'une menace lui a été explicitement faite pendant sa rencontre avec les membres du gouvernement. Tous les partis politiques, moins les membres du congrès, condamnent l'action policière, l'appelant « anti démocratique » voire du « pur fascisme » ou encore « déplorable » et « à vue courte »,. Anna Hazare, un autre militant contre la corruption, évoque l'affaire en parlant d'un « étranglement de la démocratie ». Il rapproche même la situation du massacre de Jallianwala Bagh et décide de faire un jour de jeûne de protestation le 8 juin. La National Human Rights Commission of India (en) a demandé au gouvernement de l'Inde et au gouvernement local de Delhi de produire un rapport d'enquête sous deux semaines sur la répression à Ramlila Maidan. Ramdev décide de poursuivre son jeûne à Noida, mais le gouvernement de l'Uttar Pradesh le lui interdit. Il décide alors de le faire à Haridwar,,. Au septième jour de son jeûne, le 10 juin, il est transporté à l'hôpital parce que sa santé se détériore.

## Controverses

### Allégations de liens avec des groupes nationalistes
Certains politiciens ont voulu associer les actions de Ramdev à certains groupes politiques indiens, tel que le Rashtriya Swayamsevak Sangh (RSS), groupe d'extrême droite paramilitaire qui aurait organisé le rassemblement à Ramlila, mais le responsable du mouvement, Mohan Bhagwat (en) déclare que « le RSS n'est pas derrière l'action de Ramdev pour le retour en Inde de l'argent indien actuellement dans les banques étrangères, mais qu'il a approuvé cette action. Le RSS ne peut pas être un spectateur muet devant la révolution en cours contre la corruption, par conséquent, il a demandé à ses membres de se joindre à l'action ».

### Un empire financier?
Ramdev serait à la tête d'un empire fondé sur sa popularité comme professeur de yoga. Il possède une île en Écosse et déclare des revenus de 220 millions de dollars depuis 1995.
Il déclare lui-même « je suis devenu si puissant que je peux faire tomber le gouvernement. Je n'ai pas de pouvoir financier ou légal mais dans une démocratie, j'ai le pouvoir du peuple »,.

### Allégations de fraude à la législation du travail
En mars 2005, cent treize employés du Divya Yoga Mandir Trust à Haridwar ont manifesté pour un salaire minimum et le respect de leurs droits, tels que l'affiliation aux assurances maladie. Un accord est finalement trouvé après une réunion de négociation. Cependant, plusieurs employés sont licenciés pour avoir, selon l'administration, préparé un sabotage. L'affaire a été relayée par le syndicat Centre of Indian Trade Unions (CITU). Ces employés n'ont, à ce jour, pas retrouvé leur emploi,.

### Usage d'ossements animaux et humains dans les médicaments ayurvédiques?
Brinda Karat (en), un responsable du Parti communiste d'Inde faisant partie de la manifestation de mars 2005, accuse le Divya Yog Mandir Trust d'utiliser des os humains et animaux dans les préparations de médicaments ayurvédiques, comme dans ceux appelés Kulya Bhasm ou Yauvanamrit Vati. Ces deux médicaments ont donc été testés et les résultats ont confirmé la présence de substances animales. Cependant, les produits ayant servi aux tests sont contestés, puisqu'ils auraient été fournis par Karat et non par les voies officielles gouvernementales,,. En 2006, quatre nouveaux prélèvements ont été envoyés au Shriram Institute of Industrial Research à Delhi. Leur rapport déclare que les ingrédients ne contiennent que des herbes. Mais le Ministère de la Santé déclare à nouveau qu'il a trouvé des traces d'ADN animal dans les produits.

### Position sur le sida et l'éducation sexuelle
En décembre 2006, Ramdev se déclare capable de guérir le sida et le cancer par la pratique du yoga et les médicaments de l'ayurveda vendus au Divya Yoga Mandir Trust. Il suggère même que l'éducation sexuelle soit remplacée par le yoga qui conduirait à une meilleure prévention contre le sida : « L'éducation sexuelle dans les écoles devrait être remplacée par l'étude du yoga ».
À la suite de cette assertion, il reçut une injonction du ministère de la Santé en Inde de ne plus tenir de tels propos à l'avenir. Une menace de procès lui a également été faite. Ramdev répond que ces propos n'étaient pas réellement les siens mais ceux de ses élèves qui pratiquent le yoga.

### Homophobie
En juillet 2009, la cour de Justice de Delhi approuve la Section 377 du Code pénal indien, décriminalisant l'homosexualité. Ramdev organise alors une conférence de presse pour déclarer que « Cette décision de la cour de Justice va encourager la criminalité et les mentalités malsaines. Ce genre de chose est honteux et insultant pour nous tous. Nous suivons l'Occident de façon aveugle dans tous les domaines. Ceci va briser le système familial en Inde. Les homosexuels sont des gens malades qui devraient être envoyés dans des hôpitaux pour être soignés. Si le gouvernement vote cette loi, je porterai cette affaire dans les rues de Delhi en protestation. » En décembre 2013, alors que la Cour suprême d'Inde casse l'arrêt de la cour de Justice de Delhi et maintient ainsi la loi criminalisant l'homosexualité, Ramdev déclare « Si nos parents avaient été homosexuels nous ne serions pas nés. C'est donc contre nature ».

### Propos sur les musulmans et les chrétiens
En février 2023, lors d’un rassemblement hindou dans le Rajasthan. Baba Ramdev affirme que les musulmans pouvaient commettre des crimes du moment qu’ils faisaient leurs prières et accuse les chrétiens de « laver leurs pêchés avec des bougies et de conversion de masse ». Plusieurs plaintes sont déposées, alors que les tensions religieuses sont fortes en Inde.

### Désinformation et enrichissement autour de la pandémie de Covid-19
Alors que l'Inde est durement atteinte en 2021 par la pandémie de Covid-19, il met en cause la médecine scientifique, en laquelle il voit une « science stupide » à l’origine de la flambée épidémique. Il appelle dans son émission télévisée, suivie par 20 millions de personnes, à pratiquer le yoga pour renforcer le système immunitaire et à acheter les remèdes ayurvédiques développés par son entreprise, Patanjali Ayurved. L’Association médicale de l’Inde porte plainte pour diffusion de doutes non fondés et de fausses informations, tandis que des milliers de médecins manifestent en juin 2021 pour demander l’arrêt de l’émission télévisée.
Profitant de sa proximité avec le gouvernement nationaliste, il se lance ensuite dans une vaste campagne de marketing pour vendre son propre produit anti-Coronavirus, le Coronil. Il présente ce produit comme « le premier traitement avéré » contre la Covid-19, mais ces pilules à base d'herbes aromatiques à la composition non précisée n'ont fait l'objet d'aucune étude scientifique et n'ont jamais permis la moindre guérison. L’Organisation mondiale de la santé (OMS) a dû démentir publiquement les propos du gourou qui affirmait que celle-ci avait approuvé son traitement. La Fédération des associations des médecins de l’Inde (FAIMA) a porté plainte contre le gourou.